# Valerano della Bassa Lorena
Valerano o Valramio II di Limburgo detto Paganus (il Pagano) (1085 circa – 16 luglio 1139) fu conte di Limburgo e Conte di Arlon dal 1119 e Duca della Bassa Lorena (Lotaringia) dal 1125 (dopo la morte dell'Imperatore, Enrico V) alla sua morte.

## Origine
Secondo l'Annalista Saxo, Valerano era figlio del conte di Limburgo, Conte di Arlon e Duca della Bassa Lorena (Lotaringia), Enrico I e della moglie, Adelaide di Podenstein (1061 – 1106), che, come ci viene confermato sempre dall'Annalista Saxo, era figlia di Bodo conte di Podenstein (detta anche Botenstein o Pottenstein) e di Giuditta di Schweinfurt, figlia del duca di Svevia Ottone III di Schweinfurt.
Enrico della Bassa Lorena, secondo la Chronica Albrici Monachi Trium Fontium, era figlio del conte di Limburgo e Conte di Arlon, Valerano I e della moglie, Jutta, come ci viene confermato dalla Genealogica ex Stirpe Sancti Arnulfi descendentium Mettensis, che, sempre secondo la Genealogica ex Stirpe Sancti Arnulfi descendentium Mettensis era figlia del Duca della Bassa Lorena (Lotaringia), Federico.
Secondo le Europäische Stammtafeln, vol I, 2229 (non consultate), Valerano era figlio di Enrico della Bassa Lorena e della sua prima moglie, una nipote di Adelaide di Lotaringia (filii filiam, figlia di Valerano I di Limburgo), come sostengono anche le Gesta Treverorum,
Sempre secondo le Europäische Stammtafeln, vol I, 2229, Enrico sarebbe figlio di Udo di Limburgo e della moglie Giuditta (Jutta) di Salm, figlia di Giselberto, conte di Salm e conte di Lussemburgo.

## Biografia
Alla morte del padre, Enrico, nel 1119, Valerano gli succedette come conte di Limburgo e Conte di Arlon, mentre il Ducato della Bassa Lorena (Lotaringia) era stato dato, già nel 1106, a Goffredo I di Leuven dall'Imperatore, Enrico V; infatti Valerano viene citato col titolo di conte sia nel documento n° 299, datato 1124, degli Urkundenbuch für die Geschichte, vol I, che nel documento n° 40, datato 1127, delle Quellen zur Geschichte der Stadt Köln.
Con l'ascesa al trono di re di Germania di Lotario II di Supplimburgo, nel 1125, Goffredo I di Leuven venne costretto a restituire i domini a Valerano, come ci viene confermato dal Gestorum Abbatem Trudonensium Continuatio Tertia.
 Goffredo non era intenzionato in questa libera donazione e perciò scoppiò una guerra, specialmente dispute sull'autorità sull'Abbazia di Sint-Truiden.
Nel 1129, Valerano venne sconfitto a Duisburg; in quello stesso anno, Valerano ed il Vescovo di Liegi, Alexandre de Jülich, sconfissero le forze di Goffredo a Wilde. In seguito Valerano e Goffredo si riconciliarono, e quest'ultimo poté continuare ad usufruire del titolo ducale.
Nel 1139, alla morte dell'Imperatore, Lotario, Valerano supportò Corrado di Hohenstaufen, nella sua elezione ad Imperatore. Valerano morì in quello stesso anno, come ci viene confermato dalla Histoire du Limbourg, vol.III, che riporta il necrologio di Stavelot, dove risulta che la morte di Valerano (Walrani duci) avvenne il 16 luglio (XVII Kal Aug).
Ancora secondo la Histoire du Limbourg, vol.III a Valerano in Lorena succedette Goffredo II di Leuven, che si trovò a combattere contro il primogenito di Valerano, Enrico, che era succeduto al padre come conte di Limburgo e Conte di Arlon.

## Matrimonio e discendenza
Valerano aveva sposato Giuditta von Wassenberg ( † 24 giugno 1151), come ci conferma il Gisleberti Chronicon Hanoniense, che specifica che una figlia del primo conte di Gheldria e signore di Wassenberg, Gerardo I (eiusdem comitis de Ghelra filiam), aveva sposato il conte di Limburgo (dux de Lemborch), che erroneamente viene citato col nome del padre, Enrico, portandogli in dote il castello di Wassenberg. Anche gli Annales Rodensis confermano che Giuditta (Jutta ducissa) era moglie di Valerano (Walrami ducis de Leimburch uxor), così come il Codex diplomaticus Valkenburgensis (domina Jutta, nobilissima matrona uxor ducis Walrami de Lemburg).
Da Giuditta Valerano aveva avuto cinque figli:
- Enrico[18] ( † 1167), conte di Limburgo e Conte di Arlon
- Gerardo[18] ( † dopo il 1166)
- Beatrice[18] ( † dopo il 1164), che sposò il conte Ruprecht I di Nassau ( † prima del 1154)
- Valerano ( † dopo il 1145), Conte di Arlon, citato come fratello di Enrico dalla Histoire du Limbourg, vol.III[20]
- figlia, di cui non conosciamo il nome[18] ( † dopo il 1150), che sposò il conte Ekbert I di Tecklenburg, ( † tra il 1146 ed il 1150).

### Letteratura storiografica
- (FR)  Histoire du Limbourg, vol.III.
- (LA)  Histoire du Limbourg, vol VI: Codex diplomaticus Valkenburgensis.
- (LA)  Histoire du Limbourg, vol VII: Annales Rodensis.